# Sasuke Učiha
Sasuke Učiha (japonsky うちはサスケ, mezi českými fanoušky též populární Hepburnův přepis Sasuke Uchiha) je jedna z hlavních postav mangy a anime seriálů Naruto a Naruto: Šippúden, jejichž autorem je Masaši Kišimoto. Sasuke je nindžou Skryté listové vesnice a členem týmu 7, jehož dalšími členy jsou Naruto Uzumaki, Sakura Haruno a jejich velitel, džónin Kakaši Hatake. Je inteligentní a mezi děvčaty ve třídě velmi oblíbený, což se nelíbí Narutovi, ale sám je však uzavřený a tichý. Sasuke pochází z věhlasného klanu Učiha, který je ve světě nindžů dobře znám díky svým mocným ohnivým technikám a také unikátní oční schopnosti šaringanu. Jeho hlavním cílem je pomstít svůj klan, jenž byl před lety vyvražděn Sasukeho bratrem Itačim.
V manze následně přijde o Rinnegan

## Dětství
Sasuke jako dítě žil se svým starším bratrem Itačim, matkou Mikoto a otcem Fugakuem v malé vesničce Učihů. Sasuke vzhlížel ke svému staršímu bratrovi a chtěl jej za každou cenu přesvědčit, aby ho uznal, proto se dožaduje bratrovy pozornosti i při jeho trénincích. Nelíbí se mu také to, že si Itačiho otec všímá víc než jeho. Proto když nastoupí na nindžovskou akademii, chce mít co nejlepší známky, aby si ho otec více všímal. Sasukemu se však i přes veškerou píli nedaří Itačiho překonat, a aby toho nebylo málo, po přijetí Itačiho do jednotky ANBU věnuje otec Itačimu ještě více pozornosti.

Nedlouho po přijetí do jednotky ANBU začne Itači chodit na nějaké tajné schůzky a vracet se domů až pozdě večer. Když k záhadným mizením Itačiho z domova přibude ještě nevyjasněná vražda jeho nejlepšího přítele Šisuie Učihy, ke které se Itači nepřizná, a napadení jedné policejní jednotky, začne se Fugaku o svého syna velmi bát. Sasuke se však dál snaží Itačiho překonávat, i když také ví, že s Itačim není něco v pořádku. 

Jednoho dne, když se Sasuke vrací pozdě večer domů z tréninku se šurikeny, narazí v ložnici svých rodičů na Itačiho, který během Sasukeho nepřítomnosti vyvraždil celý svůj klan. Itači následně s posledními slovy a slzami v očích opouští vesnici.

Od té doby Sasuke touží zabít svého bratra, aby pomstil všechny padlé příslušníky svého klanu.

### Zajímavosti
Sasuke je pojmenován podle legendárního nindži Sarutobi Sasukeho, otce třetího hokage. Učiha je jiný způsob, jak vyslovit učiwa, což je papírový vějíř, který má klan ve svém znaku. Sasuke v japonštině znamená pomocník nebo ochránce.
Sasuke nemá rád rajčata a bonbóny. Má také rád tréninky a procházky a nesnáší nattó (kvašené fazole a sója). Narodil se 28. února. V mbti se dá zařadit mezi INTJ.